# Mylothris ducarmei
Mylothris ducarmei is een vlinder uit de onderfamilie Pierinae van de familie van de witjes (Pieridae).
De wetenschappelijke naam van de soort werd in 2001 gepubliceerd door Jacques Hecq.